# Robert Buckley

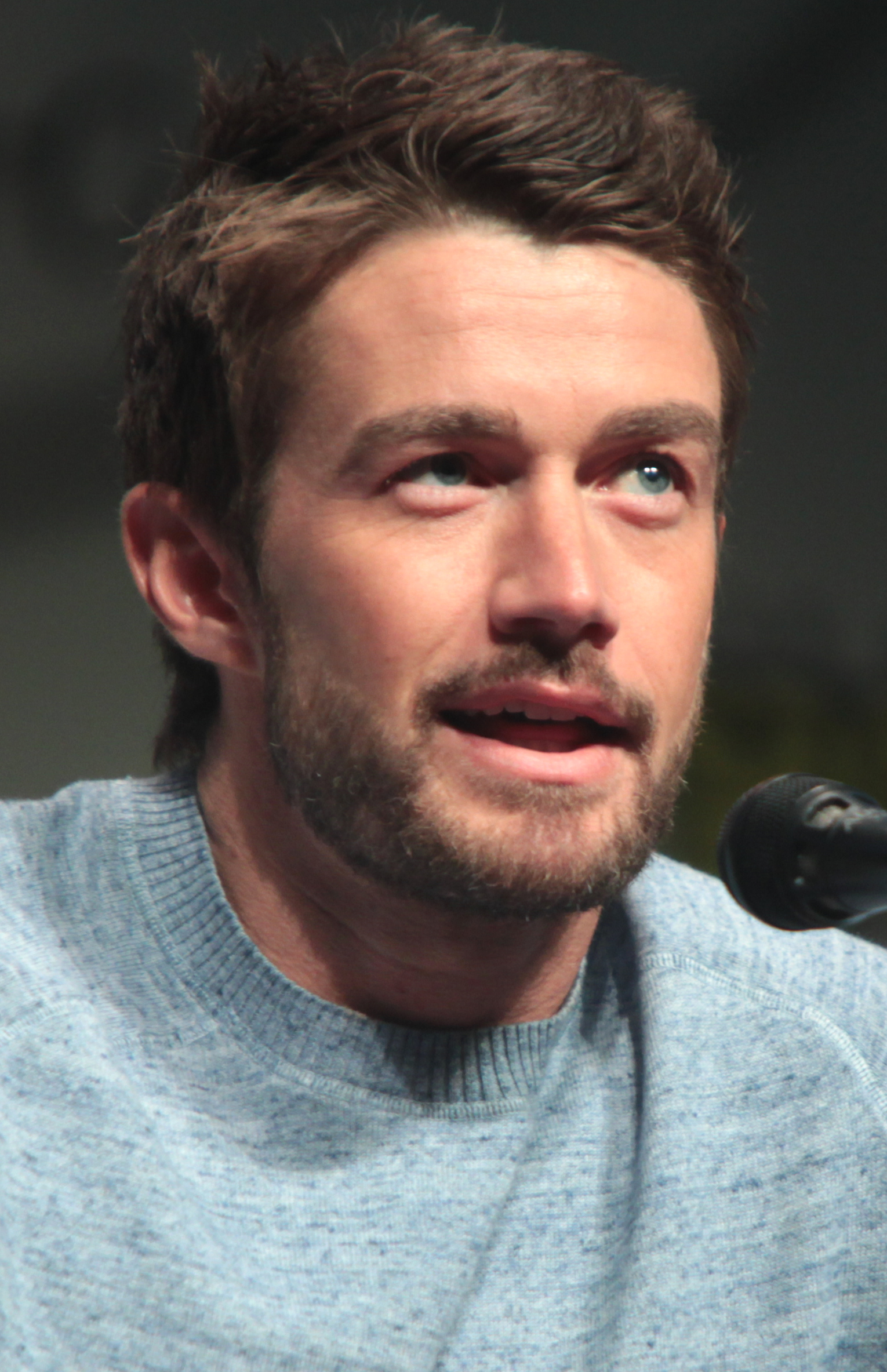
Robert Buckley (2015)

Robert Earl Buckley (* 2. Mai 1981 in Los Angeles, Kalifornien) ist ein US-amerikanischer Schauspieler, der in Los Angeles lebt. Bekannt wurde er durch seine Rolle als Kirby Atwood in Lipstick Jungle. Nach dem Ende der Serie bekam er 2009 die Hauptrolle des Clayton Evans in der Serie One Tree Hill. 2015 bekam er erstmals wieder Aufmerksamkeit durch die Serie IZombie (2015–2019).

## Leben
Buckley wurde 1981 in Los Angeles geboren. Er studiert an der University of California, San Diego Ökonomie. Nachdem er längere Zeit als Ökonomieberater tätig gewesen war, zog er zurück nach Los Angeles um der Schauspielerei nachzugehen.

## Karriere

### Fernsehen
Sein Schauspieldebüt gab Buckley 2006 als Michael Bauer in der Telenovela Fashion House. Obwohl die Serie zu Anfang viele Zuschauer hatte, brach die Zuschauergunst stark ein, so dass die Serie schon nach 4 Monaten endete.
Im Jahr 2006 unterzeichnete Buckley einen Vertrag mit MyNetworkTV für eine weitere TV-Serie. Er spielte die Rolle des Matthew Wakefield in der Serie American Heiress. Die Serie lief allerdings mit 65 Folgen, von denen nur 26 in den Vereinigten Staaten ausgestrahlt wurden, im Juli 2007 nach vier Monaten aus. Die restlichen 39 Folgen wurden jedoch weltweit ausgestrahlt. Im selben Jahr trat Buckley in einer Episode von Ghost Whisperer auf.
Im Jahr 2008 spielte er die Rolle des Fotografen Kirby Atwood in der TV-Serie Lipstick Jungle. Die Serie hatte allerdings von Anfang an niedrige Zuschauerquoten, weswegen sie im März 2009 nach 2 Staffeln abgesetzt wurde.
Im Jahr 2009 kündigte The CW an, dass Buckley einen Vertrag für zwei zusammenhängende Folgen der TV-Serie Privileged unterzeichnet hatte, in denen er die Rolle des David Besser verkörpern solle. Im Juni 2009 wurde bekannt, dass Buckley in One Tree Hill ab der siebten Staffel die Rolle des als Clayton Evans übernehmen würde. Mittlerweile wurde die neunte und letzte Staffel der Serie ausgestrahlt. Seit März 2015 hat er eine Hauptrolle in der Serie iZombie inne.

### Film
Ende 2005 hatte Robert Buckley sein Spielfilmdebüt in When a Killer calls. Der Film startete im Februar 2006 zum gleichen Zeitpunkt wie When a Stranger calls. 2007 spielte er den Nik im Film Killer Movie. Der Film hatte Probleme im Vertrieb, der geplante Kinostart wurde abgesagt, so dass der Film am 3. Februar 2009 nur auf DVD erschien. 2008 unterzeichnete Buckley einen Vertrag für die Rolle des Kyle im Lifetime-Film Flirting with Forty neben Heather Locklear. Premiere des Films war am 6. Dezember 2008.

## Filmografie (Auswahl)
- 2006: When a Killer Calls
- 2006: Fashion House (Fernsehserie, 70 Folgen)
- 2006: Petrified
- 2006: Capturing Q
- 2007: Archer House
- 2007: American Heiress (Fernsehserie, 36 Folgen)
- 2007: Ghost Whisperer – Stimmen aus dem Jenseits (Ghost Whisperer, Fernsehserie, Folge 3x07)
- 2008: Killer Movie
- 2008–2009: Lipstick Jungle (Fernsehserie, 20 Folgen)
- 2008: Er ist zu jung für Dich! (Flirting with Forty)
- 2009: Privileged (Fernsehserie, 2 Folgen)
- 2009–2012: One Tree Hill (Fernsehserie, 57 Folgen)
- 2012–2013: 666 Park Avenue (Fernsehserie, 13 Folgen)
- 2013–2014: Hart of Dixie (Fernsehserie, 2 Folgen)
- 2015–2019: iZombie (Fernsehserie, 71 Folgen)
- 2018: Predator – Upgrade (The Predator)
- 2020: The Christmas House (Fernsehfilm)
- 2021: The Christmas House 2: Deck Those Halls (Fernsehfilm)
- 2021–2022: Chesapeake Shores (Fernsehserie)